# Giacomo Antonio Ponsonelli
Giacomo Antonio Ponsonelli  (Massa, 1654-1735) sculpteur italien du rococo, de l'école génoise.

## Biographie
Né à Massa-Carrara, il travaille d'abord avec son père, un sculpteur, à Finale Ligure et à Savone.
Il travaille ensuite  à Gênes avec son beau-père Filippo Parodi pendant plusieurs années et s'implique dans le portrait et l'accompagne à Venise et à Padoue.
En 1702, après la mort de Parodi, son atelier devient prolifique et il envoie des statues et des bas-reliefs à Albissola, à Cadix et à Lisbonne.
Son élève, Pasquale Bocciardo (~1710 - ~1791), termine, après sa mort, le maître-autel de l'église Nostra Signora delle Vigne de Gênes.

## Œuvres
- Buste de Marcantonio Grillo, Gênes, Albergo dei Poveri.
- Buste de Diane, Paris, musée du Louvre.
- La Vierge et l'Ange de l'Annonciation, Versailles, église Notre-Dame.

## Sources
- (en) Cet article est partiellement ou en totalité issu de l’article de Wikipédia en anglais intitulé « Giacomo Antonio Ponsonelli » (voir la liste des auteurs).